# Medibank International 2010 - Doppio femminile
Il doppio femminile del Medibank International 2010 è stato un torneo di tennis facente parte del WTA Tour 2010.
Hsieh Su-wei e Peng Shuai erano le detetrici del titolo, ma quest'anno non hanno partecipato.

Cara Black e Liezel Huber hanno battuto in finale 6-1, 3-6, 10-3, Tathiana Garbin e Nadia Petrova.

## Teste di serie
1. Cara Black /  Liezel Huber (campionesse)
2. Lisa Raymond /  Rennae Stubbs (primo turno)

1. Alisa Klejbanova /  Francesca Schiavone (secondo turno)
2. Anna-Lena Grönefeld /  Vania King (semifinali)

## Tabellone

### Legenda
| - Q = Qualificato - WC = Wild card - LL = Lucky loser | - ALT = Alternate - SE = Special Exempt - PR = Protected Ranking | - w/o = Walkover - r = Ritirato - d = Squalificato |